# Neil Jordan
Neil Patrick Jordan (Sligo, 25 febbraio 1950) è un regista, sceneggiatore, produttore cinematografico e scrittore irlandese.
Nel 1993 venne candidato al Premio Oscar nelle categorie miglior regista e migliore sceneggiatura originale (vincendolo in quest'ultima categoria) per La moglie del soldato. Altri film noti da lui diretti sono In compagnia dei lupi, Mona Lisa e Intervista col vampiro.

## Biografia
Figlio di un professore universitario, dopo aver frequentato la St. Paul's School di Clontarf a Dublino diventa scrittore con notevoli successi in Irlanda. Si avvicina al mestiere di sceneggiatore firmando i film televisivi Miracles & Miss Langan del 1979 e Traveller del 1981. Debutta alla regia con Angel nel 1982, che avrà come protagonista uno dei suoi migliori amici: Stephen Rea. Grande amico di Bono Vox e della produttrice Ali Hewson, nel 1992 diventa membro della giuria al Festival di Venezia; si candida al premio Oscar al miglior regista e vince il premio Oscar alla migliore sceneggiatura originale nel 1993 per La moglie del soldato.
Riceve inoltre il premio Alexander Korda Award per il miglior film inglese sempre per lo stesso film. Nel 1994, dirige Tom Cruise, Brad Pitt e una ancora piccola Kirsten Dunst ne Intervista col vampiro. Nel 1996 ritorna al trionfo con il film biografico Michael Collins che gli permette di vincere il Leone d'oro al Festival di Venezia. L'anno successivo (1997) si ripete con il successo di The Butcher Boy con il quale vince l'Orso d'argento per il miglior regista al Festival di Berlino. Neil Jordan è uno dei registi contemporanei con maggior talento. 

### Vita privata
Si è sposato con Vivienne Shields, da cui sono nate due figlie: Sarah e Anna. Qualche anno dopo la separazione si è fidanzato con l'attrice Beverly D'Angelo. In seguito conosce l'architetto Mary O'Donaghue, che lo rende padre del suo terzo figlio. Incontra poi Brenda Rawn e dopo tanti anni insieme Neil si sposa una seconda volta; hanno due figli insieme.

## Filmografia

### Regista

#### Cinema
- Angel (1982)
- In compagnia dei lupi (The Company of Wolves) (1984)
- Mona Lisa (1986)
- High Spirits - Fantasmi da legare (High spirits) (1988)
- Non siamo angeli (We're No Angels) (1989)
- Un amore, forse due (The Miracle) (1991)
- La moglie del soldato (The Crying Game) (1992)
- Intervista col vampiro (Interview with the Vampire: The Vampire Chronicles) (1994)
- Michael Collins (1996)
- The Butcher Boy (1997)
- In Dreams (1999)
- Fine di una storia (The End of the Affair) (1999)
- Not I (2000) - cortometraggio
- Triplo gioco (The Good Thief) (2002)
- Breakfast on Pluto (2005)
- Il buio nell'anima (The Brave One) (2007)
- Ondine - Il segreto del mare (2009)
- Byzantium (2012)
- Greta (2018)
- Detective Marlowe (Marlowe) (2022)

#### Televisione
- I Borgia - serie TV, 6 episodi (2011-2013)

### Sceneggiatore
- Miracles & Miss Langan - Film TV (1979)
- Travelle (film) (1981)
- Angel (1982)
- In compagnia dei lupi (The Company of Wolves) (1984)
- Mona Lisa (1986)
- High Spirits - Fantasmi da legare (High spirits) (1988)
- Un amore, forse due (The Miracle) (1991)
- La moglie del soldato (The Crying Game) (1992)
- Michael Collins (1996)
- The Butcher Boy (1997)
- In Dreams (1999)
- Fine di una storia (The End of the Affair) (1999)
- Triplo gioco (The Good Thief) (2002)
- Actors (The Actors) (2003)
- Breakfast on Pluto (2005)
- I Borgia - serie TV, 20 episodi (2011-2013)
- Riviera - serie TV (2017)
- Greta (2018)

### Produttore
- Il corriere (The Courier) (1988)
- The Butcher Boy (1997)
- Last September (The Last September), regia di Deborah Warner (1999)
- Fine di una storia (The End of the Affair) (1999)
- Triplo gioco (The Good Thief) (2002)
- Actors (The Actors) (2003)
- Intermission (2003)
- Breakfast on Pluto (2005)

## Opere letterarie
- Night in Tunisia (1976) - raccolta di racconti
- Il passato (The Past) (1980) - edizione italiana: Marcos y Marcos, 1998. ISBN 88-7168-223-8
- The Dream of a Beast (1983)
- Aurora con mostro marino (Sunrise with Sea Monster) (1994) - Bompiani, 1996. ISBN 88-452-2552-6
- Ombre (Shade) (2005) - Fazi Editore, 2005. ISBN 88-8112-661-3
- Sangue del mio sangue (Mistaken) (2011) - Gargoyle Books, 2013. ISBN 978-88-98172-18-4

## Riconoscimenti
- Premio Oscar
  - 1993 – Migliore sceneggiatura originale per La moglie del soldato
  - 1993 – Candidatura alla Migliore regia per La moglie del soldato
- Festival internazionale del film fantastico di Avoriaz
  - 1984 – Premio Speciale dalla giuria per In compagnia dei lupi
- Festival del Cinema di Sitges
  - 1984 – Premio della Giuria della Critica internazionale per In compagnia dei lupi
- London Film Critics' Circle
  - 1985 – Premio ALFS regista dell'anno per In compagnia dei lupi
  - 1992 – Regista britannico dell'anno per La moglie del soldato
- Premio Amanda
  - 1993 – Miglior film straniero La moglie del soldato
- British Academy of Film and Television Arts (BAFTA)
  - 1993 – Premio Alexander Korda come miglior film britannico per La moglie del soldato
- Mostra internazionale d'arte cinematografica
  - 1996 – Leone d'oro al miglior film a Michael Collins
- Festival internazionale del cinema di Berlino
  - 1998 – Orso d'Argento per il miglior regista per The Butcher Boy